# Vincenzo Cicerone
Vincenzo Cicerone (Lecce, 14 novembre 1919 – 5 gennaio 1989) è stato un politico italiano.

## Biografia
Laureato in scienze politiche e in giurisprudenza. Nel 1945 fu nominato alla Consulta Nazionale del Regno..
Nel giugno 1946 fu eletto deputato all'Assemblea Costituente nel collegio di Lecce, nella lista del Blocco nazionale della libertà; fu proclamato il 9 giugno 1946. Tra il 15 luglio 1946 e il 17 gennaio 1947 fu iscritto al gruppo parlamentare del Blocco nazionale della libertà; in séguito, fino al 15 novembre 1947, al Fronte liberale democratico dell'uomo qualunque; infine all'Unione nazionale, dal 15 novembre 1947 al 31 gennaio 1948, termine del suo mandato.
Fu poi eletto nell'aprile 1948 deputato alla Camera nella I legislatura nella circoscrizione di Lecce per il Partito Nazionale Monarchico . Nel 1951 fu coinvolto in uno scandalo omosessuale che causò la fine della sua carriera politica . Restò deputato fino al 1953.
Nel 1963 fu arrestato a Roma con un mandato di cattura del Tribunale di Brescia per sfruttamento della prostituzione minorile, nell'ambito del cosiddetto "scandalo dei balletti verdi". Fu tuttavia scarcerato nel novembre dello stesso anno, essendosi rivelate false le accuse, in un'inchiesta che era nata sull'onda di notizie sensazionalistiche e di esagerazioni omofobe.